# 道の駅喜名番所
道の駅喜名番所（みちのえき きなばんじょ）は、沖縄県中頭郡読谷村にある国道58号の道の駅である。
喜名番所は、読谷山間切番所（ゆたんざまぎりばんじょ）として1753年頃に完成したと推定され『公事帳』、1853年にはマシュー・ペリー一行（黒船来航）が休憩をした。廃藩置県後には間切役場となり、1908年から読谷村役場として使われていた。

## 施設
- 駐車場
  - 普通車：35台
  - 大型車：2台
  - 身障者用駐車場：2台
- トイレ
  - 男：大4・小4
  - 女：6
  - 身障者用：2
- 公衆電話1
- 喜名番所（展示・案内・休憩スペース、畳間、トイレ）9:00 - 18:00、月曜休

### 管理
- 読谷村

## アクセス
- 国道58号 - 登録路線
- 沖縄県道12号線
- 琉球バス交通・沖縄バス 20番・29番・120番、琉球バス交通62番（喜名経由）「喜名」バス停下車

## 周辺
- 喜名郵便局
- 喜名馬場跡 - 明治末まで競馬が行われていた
- 読谷村役場
- 座喜味城跡
- 米軍弾薬庫地区
- 琉球村